# Prionechinus forbesianus
Prionechinus forbesianus is een zee-egel uit de familie Trigonocidaridae.
De wetenschappelijke naam van de soort werd in 1881 gepubliceerd door Alexander Agassiz.